# Berezyne
Berezyne (en ukrainien : Березине), en russe : Березино, Berezino, roumain : Berezina) est une commune urbaine de la région historique du Boudjak, en Bessarabie, dans l'oblast d'Odessa, en Ukraine. Sa population s'élevait à 3 374 habitants en 2021.

## Géographie
Berezyne est arrosée par la rivière Kohylnyk (en ukrainien : Когильник, en roumain : Cogălnic). Elle se trouve à 112 km à l'ouest d'Odessa et à 7 km au nord de Taroutyne, centre administratif du raïon dont elle dépend.

## Histoire
Berezyne fut créé en 1816 comme le village no 7 de la colonisation allemande en Bessarabie. Le tsar Alexandre Ier avait favorisé, en 1813, l'installation de colons allemands dans cette région moldave, conquise en 1812 après sa victoire sur l'Empire ottoman, suzerain de la Moldavie. Invitées à mettre en valeur ces riches terres dont les boyards moldaves avaient été expropriés, soixante-cinq familles allemandes de la région de Posen, en Pologne prussienne, prirent le chemin de la Russie méridionale et furent surnommés en raison de leur origine « colons de Varsovie ». Sur le bateau qui descendait le Danube vers la mer Noire, ils rencontrèrent 72 familles d'émigrants du Wurtemberg et du pays de Bade et ils fondèrent en 1816 la colonie de Bérézina, ainsi nommée en hommage à la victoire russe de la Bérézina, à l'instar de quelques autres villages de colonisation allemande dans la région.
Un évènement décisif pour le développement économique de la localité fut la mise en service d'une ligne de chemin de fer en 1914, avec une gare à Berezina. Le 2 janvier 1916, une route fut ouverte pour relier l'établissement allemand de Leipzig à Akkerman, ce qui facilita le transport des produits agricoles. Jusqu'en 1917, Berezyne fit partie, comme toute la Bessarabie, de l'Empire russe. En 1917, pendant la révolution russe et la Première Guerre mondiale, la République démocratique moldave proclama son indépendance dans les limites de la Bessarabie et en 1918, elle s'unit à la Roumanie. Berezyne comptait alors environ 3 000 habitants, dont 2 653 d'origine allemande, qui avaient conservé leur langue maternelle, un dialecte souabe, alors que les langues officielles et celles de l'école étaient le russe ou le roumain. Mais en 1940, selon le protocole secret du pacte Molotov-Ribbentrop, ils furent tous arrachés à leurs foyers et emmenés de force en Allemagne, pour être établis en Pologne occupée, d'où ils durent fuir en 1945 devant l'avancée de l'Armée rouge (bien peu survécurent). Berezino, soviétique d'abord en 1940-1941, puis à partir de 1944, fut alors repeuplée de kolkhoziens russes et ukrainiens restés sans abri en raison des atrocités allemandes en Ukraine occupée. Berezyne reçut le statut de commune urbaine en 1957. Depuis 1991, elle fait partie de l'Ukraine indépendante.

## Population
Recensements (*) ou estimations de la population :
| 1959* | 1970* | 1979* | 1989* | 2001* | 2009  | 2010  | 2011  |
| ----- | ----- | ----- | ----- | ----- | ----- | ----- | ----- |
| 4 414 | 4 926 | 4 764 | 4 414 | 3 799 | 3 508 | 3 505 | 3 483 |

| 2012  | 2013  | 2014  | 2015  | 2016  | 2017  | 2018  | 2019  |
| ----- | ----- | ----- | ----- | ----- | ----- | ----- | ----- |
| 3 502 | 3 516 | 3 510 | 3 508 | 3 494 | 3 479 | 3 450 | 3 410 |

| 2021  | - | - | - | - | - | - | - |
| ----- | - | - | - | - | - | - | - |
| 3 374 | - | - | - | - | - | - | - |